# Hvězdárna v Úpici
Úpická hvězdárna je menší hvězdárna v podkrkonošském městě Úpice. Zabývá se především pozorováním Slunce. Byla otevřena 8. listopadu 1959. Ředitelem je v současné době Ing. Marcel Bělík. Jedná se o příspěvkovou organizaci Královéhradeckého kraje.

## Činnost hvězdárny
Úpická hvězdárna je pracovištěm, které se zabývá nejen popularizací astronomie; především v oblasti výzkumu Slunce dosahuje i odborných výsledků. Hlavními programy slunečního výzkumu je pozorování Slunce ve spektrálních oborech H-alfa, CaII-K, bílém světle a ve vybraných radiových frekvencích. Významnou složku tvoří též studium sluneční koróny.
Kromě pozorování Slunce pořádá hvězdárna pravidelně astronomické pořady spojené v případě jasného počasí s pozorováním oblohy. Při příležitosti neobvyklých nebo zvlášť zajímavých astronomických úkazů je otevřena i mimo běžnou provozní dobu. Je také pravidelným místem konání letní astronomické expedice.

## Přístroje

### Hlavní kopule

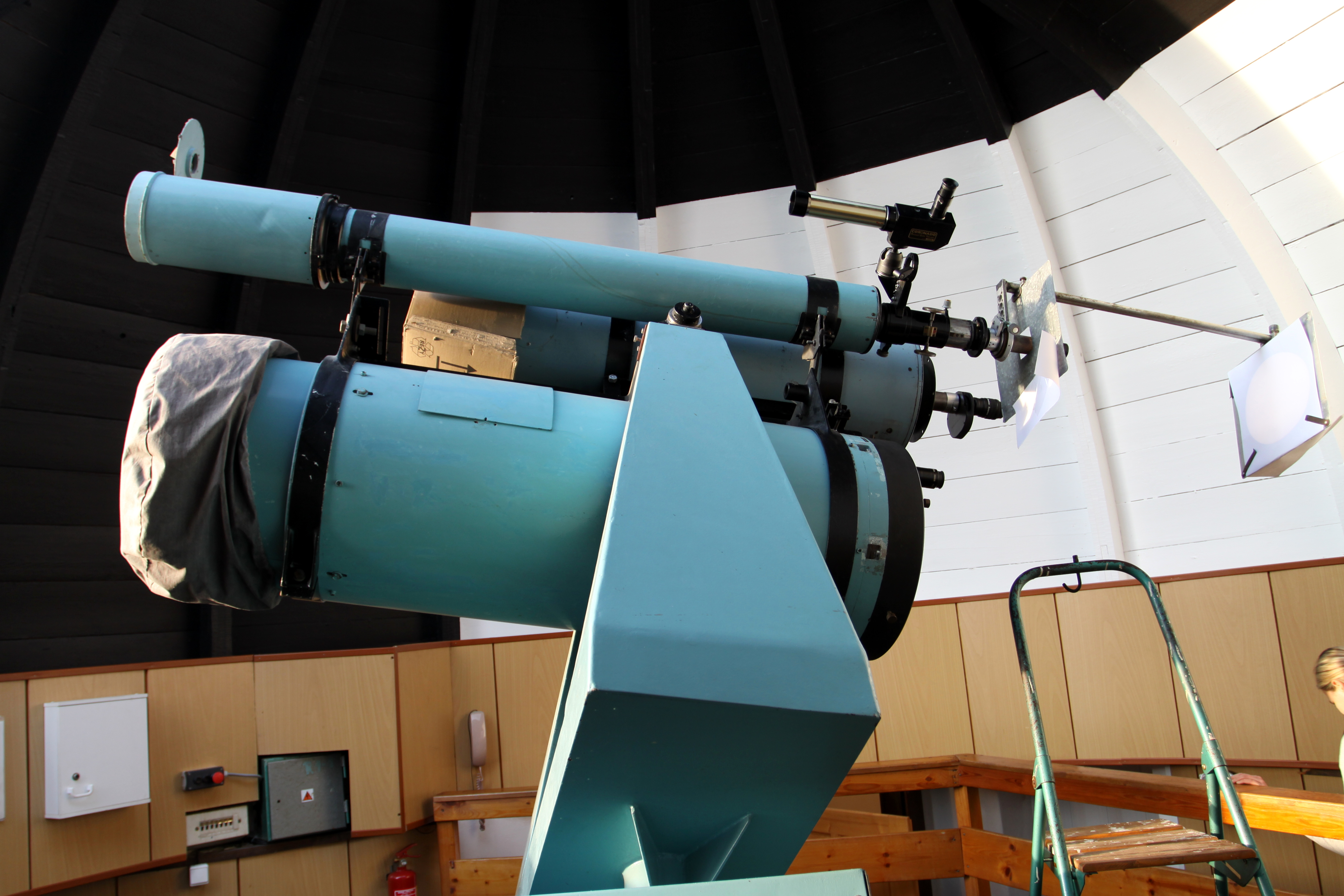
Pohled na dalekohledy v hlavní kopuli hvězdárny

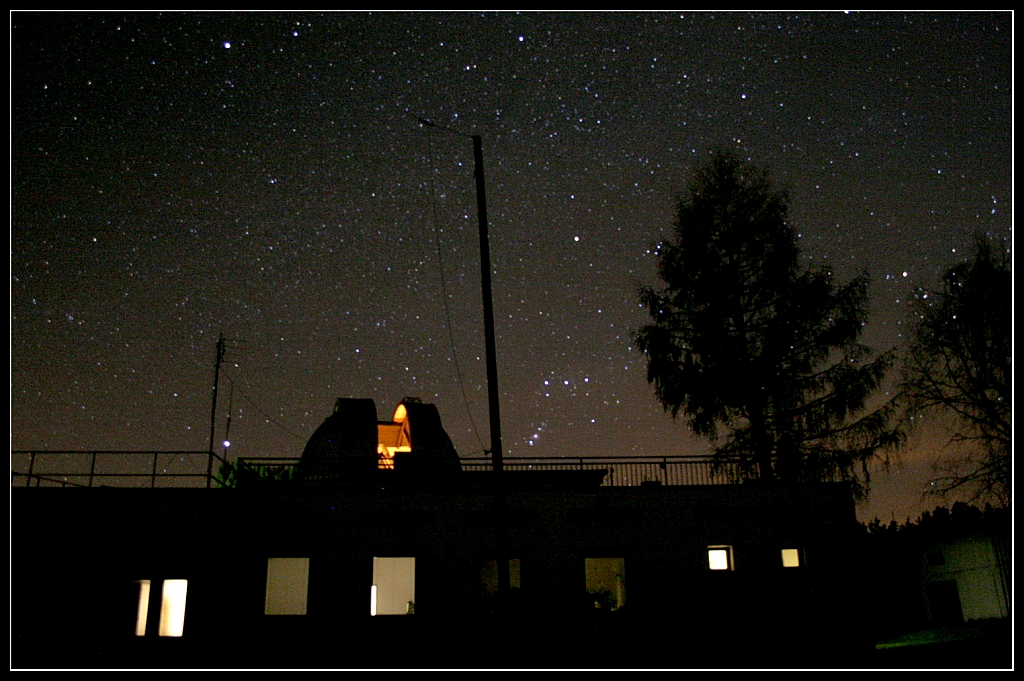
Hvězdárna v noci

Hlavní kopule o průměru 6 m se nachází na hlavní budově hvězdárny. Na poháněné vidlicové paralaktické montáži je umístěno několik přístrojů pro různé využití:
- Refraktor Merz 160/1790 pro každodenní použití kresby sluneční fotosféry, pointace, ukazování nebeských objektů návštěvníkům. Tento čočkový přístroj je vynikajícím nástrojem pro pozorování objektů Sluneční soustavy a jiných jasných nebeských objektů. Dalekohled je výrobkem firmy G. & S. Merz München a pochází z vybavení pardubické Lidové hvězdárny Artura Krause.[2] Do Úpice byl dalekohled zapůjčen na jaře roku 1960 ze Štefánikovy hvězdárny v Praze.
- Reflektor Meniskus Cassegrain především určený k vizuálnímu pozorování slabých objektů noční oblohy
- Maksutovova komora 360/840 určená výhradně pro klasické fotografování slabých objektů noční oblohy, jako jsou deep-sky objekty, komety, oblasti gama záblesků apod.
- Somet Binar 25 x 100

### Malá (Bečvářova) kopule
V Bečvářově kopuli je umístěn astrograf, se kterým pracoval československý astronom Antonín Bečvář. Užívá se pro fotografování komet, deep-sky objektů a zacvičování adeptů astrofotografie. V této kopuli probíhají také různá experimentální pozorování denní i noční oblohy. Na paralaktické montáži jsou umístěny tyto přístroje:
- Refraktor Secrétan Paris 130/1930 pro pointace, pozorování Slunce, objektů sluneční soustavy a proměnných hvězd[3]
- Zrcadlová komora 240/1360
- Zrcadlová komora 210/1800

### Dalekohled Meade LX 200
Dalekohled americké firmy Meade 305/3048 je jedním z přístrojů, se kterými se běžný návštěvník hvězdárny nesetká. Tento dalekohled je umístěn ve vlastní „kopulce“ na střeše hlavní budovy a je využíván ve spojení s CCD kamerou výhradně k vědeckým účelům – k pozorování proměnných hvězd.

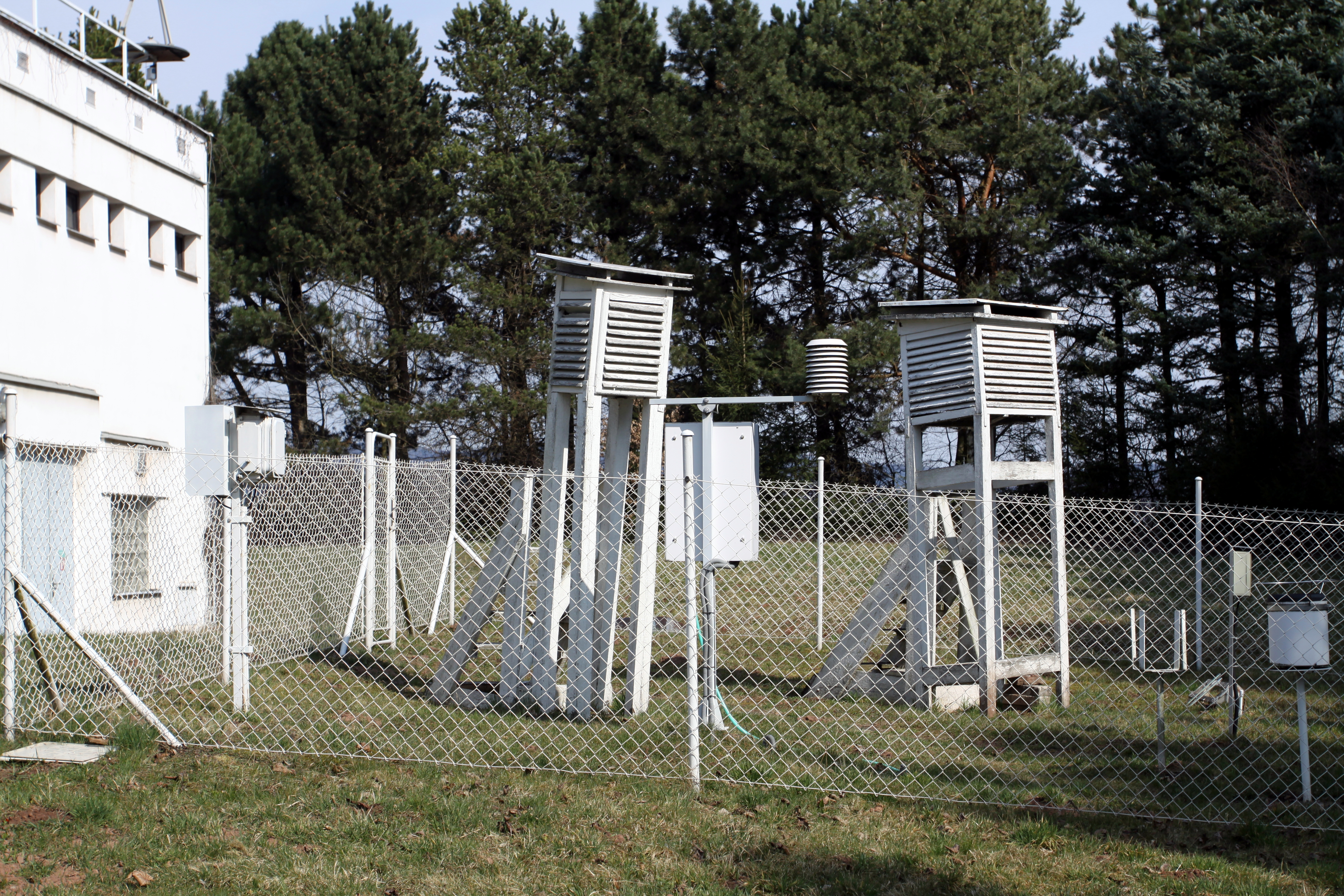
Meteorologická stanice na území hvězdárny